# 31 décembre dans les chemins de fer
31 novembre 31 janvier
Chronologies thématiques
- Croisades
- Sports
- Disney

Cette page concerne les événements qui se sont déroulés un 31 décembre dans les chemins de fer.

## Événements

### XIXesiècle
- 1855. Belgique : ouverture à l'exploitation de la ligne de Deinze à Tielt, par la Société des chemins de fer de la Flandre-Occidentale (FO)[1].
- 1875. France : Signature d'un traité portant sur le rachat de la compagnie de Lille à Valenciennes par la compagnie des chemins de fer du Nord
- 1875. France : Concession de la ligne Plouaret - Lannion à titre éventuel à la compagnie des chemins de fer de l’Ouest.

### XXesiècle
- 1906. France : ouverture de la station Bréguet - Sabin de la ligne 5 du métro de Paris.
- 1956. France : fermeture de la dernière ligne du réseau des chemins de fer des Côtes-du-Nord entre Paimpol et Saint-Brieuc

### XXIesiècle
- 2019 : fin des régimes dit spéciaux[Quoi ?]

## Naissances
- x

## Décès
- x